# Loi Blaise Diagne du 29 septembre 1916
La Loi Blaise Diagne, promulguée le 29 septembre 1916, est une loi française donnant la citoyenneté de plein exercice aux habitants des Quatre Communes du Sénégal alors colonisé par la France. Elle fait suite à une première loi assimilationniste du 19 octobre 1915, et donne définitivement la nationalité française aux habitants des Quatre Communes sans les soumettre au Code civil ni leur faire perdre leur statut personnel.

## Contexte
Blaise Diagne est alors le premier député africain au sein de l'Assemblée nationale entre le 10 mai 1914 et le 11 mai 1934 sous le gouvernement de Pierre Laval. Elles reconnaissent formellement la qualité de citoyen français aux originaires des quatre communes de plein exercice du Sénégal (Saint-Louis, Dakar, Gorée et Rufisque), dans le but de les assujettir aux obligations militaires. Ces communes étaient ainsi dénommées parce que ceux qui en étaient originaires disposaient de droits politiques. Néanmoins les bureaux de la guerre refusaient de les assujettir à un service obligatoire comme les autres Français, au motif que, régis par un statut personnel propre, ils ne pouvaient avoir la qualité de citoyen français, indispensable pour être incorporés dans l’armée régulière.
La Première Guerre mondiale opposait les puissances européennes, pour s'étendra à un conflit de niveau mondiale. Les pays de la Triple-Entente sont la France, le Royaume-Uni, la Russie et les territoires coloniaux que ces États contrôlent. Les Empires centraux sont l'Allemagne et l'Autriche-Hongrie, et leurs colonies. L'Empire ottoman les rejoint en octobre 1914, suivi un an plus tard du royaume de Bulgarie. La France a besoin de recruter des soldats dans les colonies pour assurer la pérennité de son armée. L’état de guerre va balayer toutes les réticences. L’Afrique-Occidentale Française (AOF) connaîtra six recrutements militaires selon des modalités définies par les décrets : de 1912, de 1915 et de 1918. Parmi différents chiffres, celui de 156 709 recrutés, qui représentent un prélèvement de 3,4% d’une population estimée à 11 millions d’habitants. Les soldats africains arrivèrent en France rapidement et furent aussitôt envoyés dans les tranchées. Le "réservoir" humain de la France en Afrique devenait un réel atout.

## Critiques
Les lois Diagne de 1915 et 1916 subissent l'assaut des critiques. On soutint que seuls les enfants de la première femme d'un originaire musulman pouvaient être considérés comme légitimes en droit français, et que cette interprétation amènerait la désintégration de la famille africaine traditionnelle avec des conséquences désastreuses pour l'ensemble du Sénégal.